# Bath (Verenigd Koninkrijk)
Bath is een plaats met de officiële titel van city in het bestuurlijke gebied Bath and North East Somerset, in het Engelse graafschap Somerset. De stad, gelegen aan de rivier de Avon, 18 km ten zuidoosten van Bristol, heeft ongeveer 80.000 inwoners en is na Londen de drukst bezochte toeristenplaats in Engeland. Sinds 2021 staat het kuuroord op de UNESCO-Werelderfgoedlijst als onderdeel van de Historische kuuroorden van Europa.
Bath is gebouwd in een natuurlijk soort amfitheater, omgeven door heuvels. Veel gebouwen zijn opgetrokken uit een wittige lokale steensoort, de zogeheten 'Bath stone'. De elegante 18e-eeuwse bouwstijl domineert.

## Geschiedenis

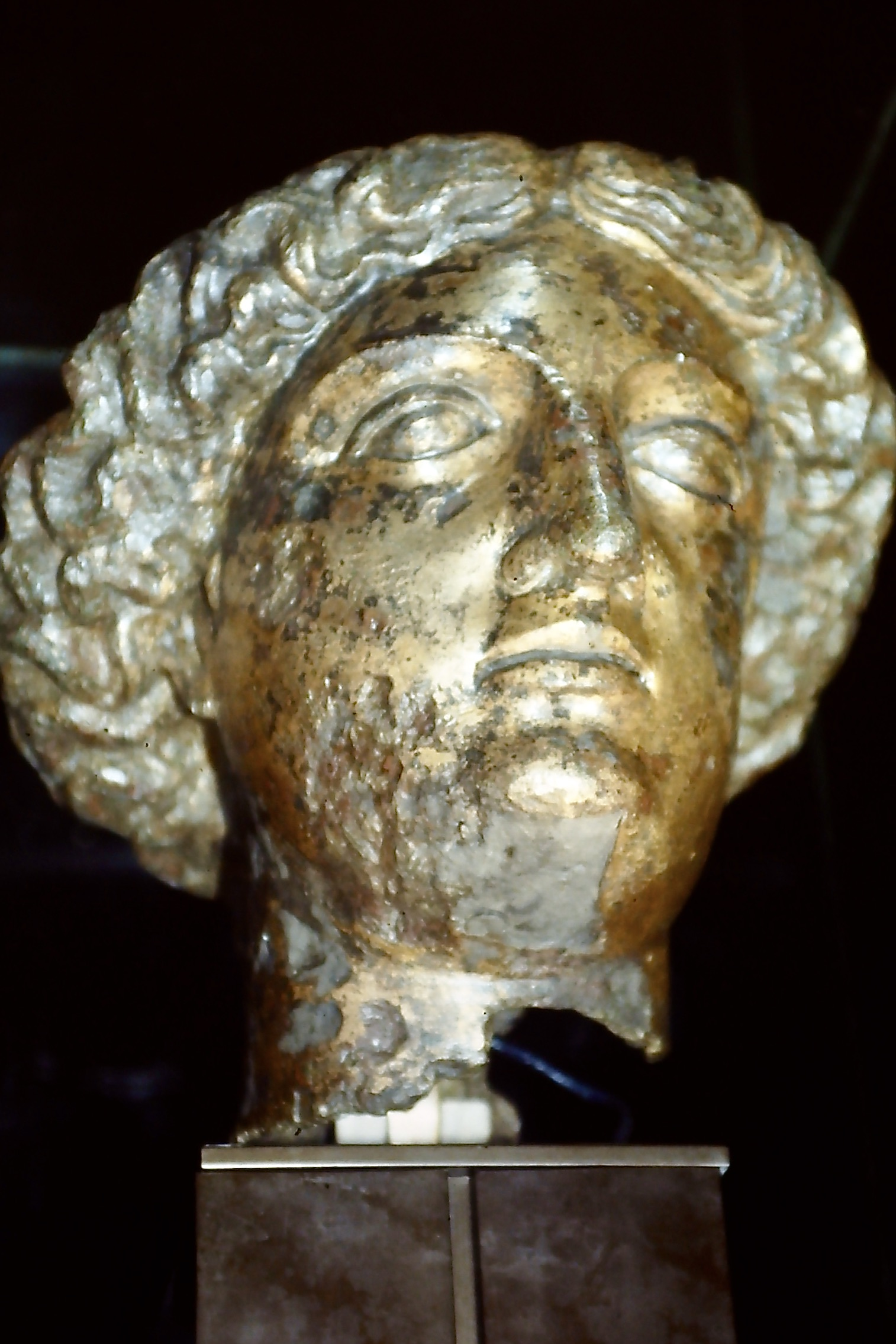
Tempel en Thermen gewijd aan de Romeinse beschermgodin Minerva. "In haar tempel zullen de eeuwige vlammen nooit wit worden tot as" (Solinus 3e eeuw na Chr.)

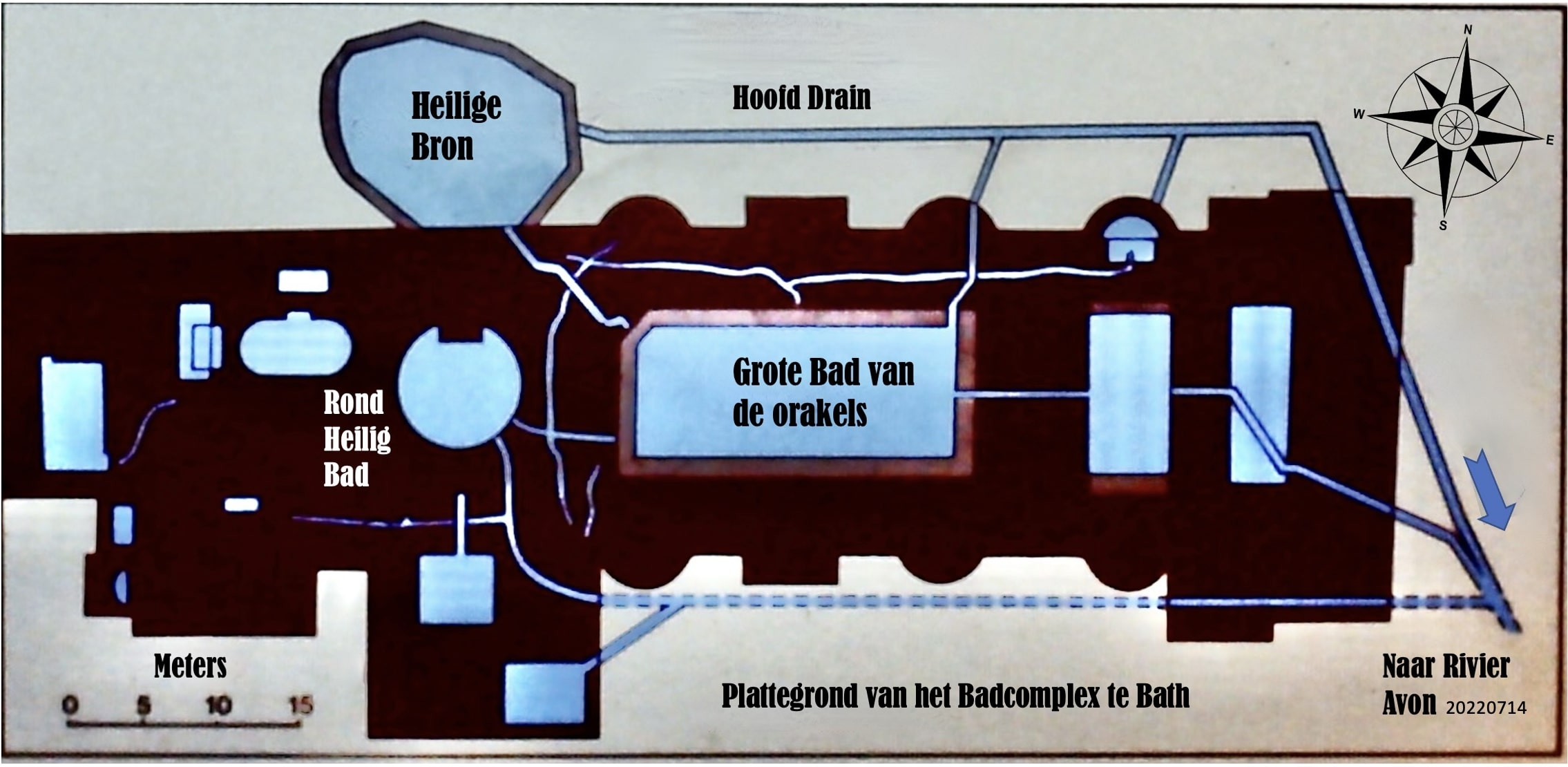
19920402-Plattegrond Badcomplex met Heilige Bron te Bath .Foto GvAsdaena

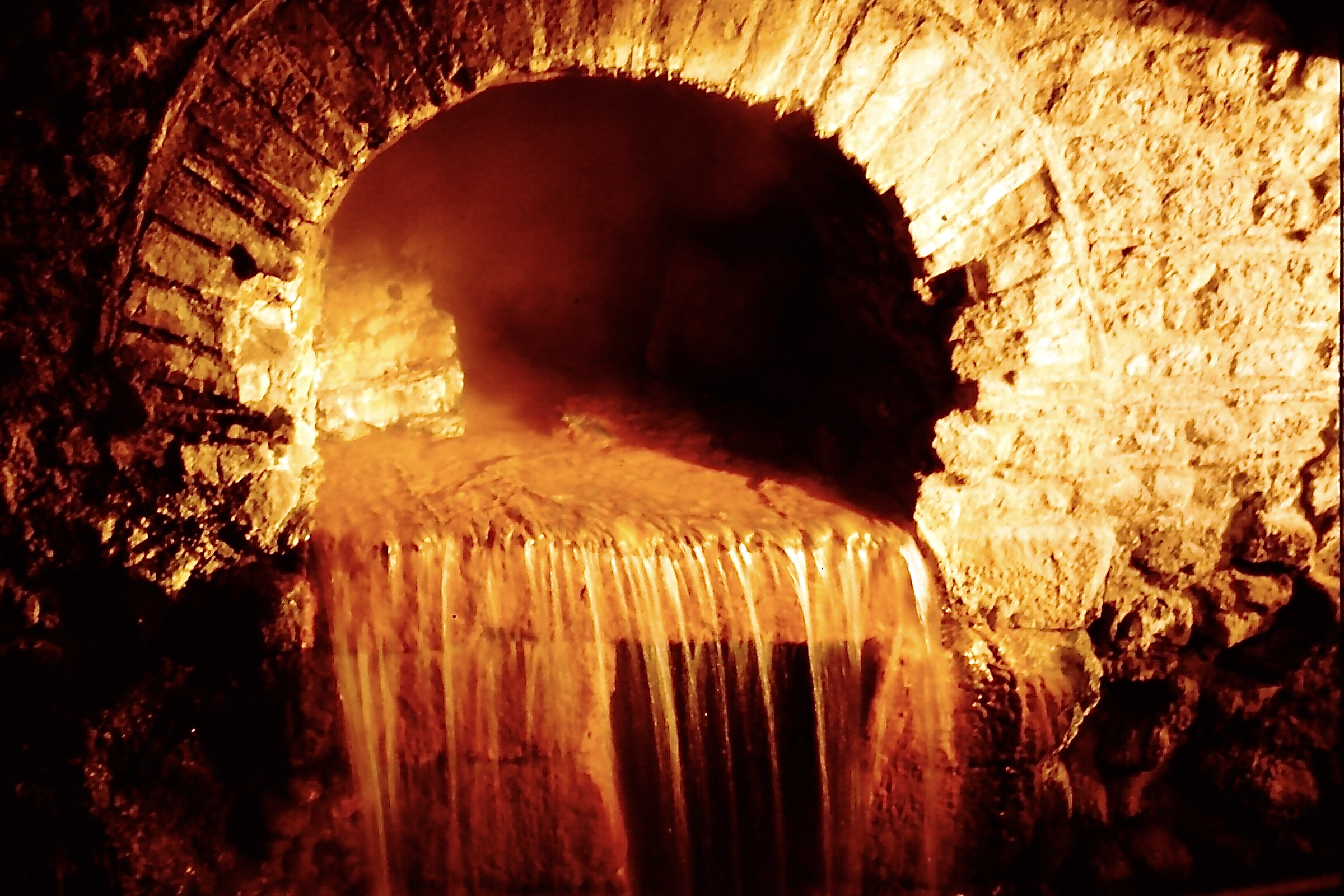
Overloop Heilige Bronwater naar overige baden

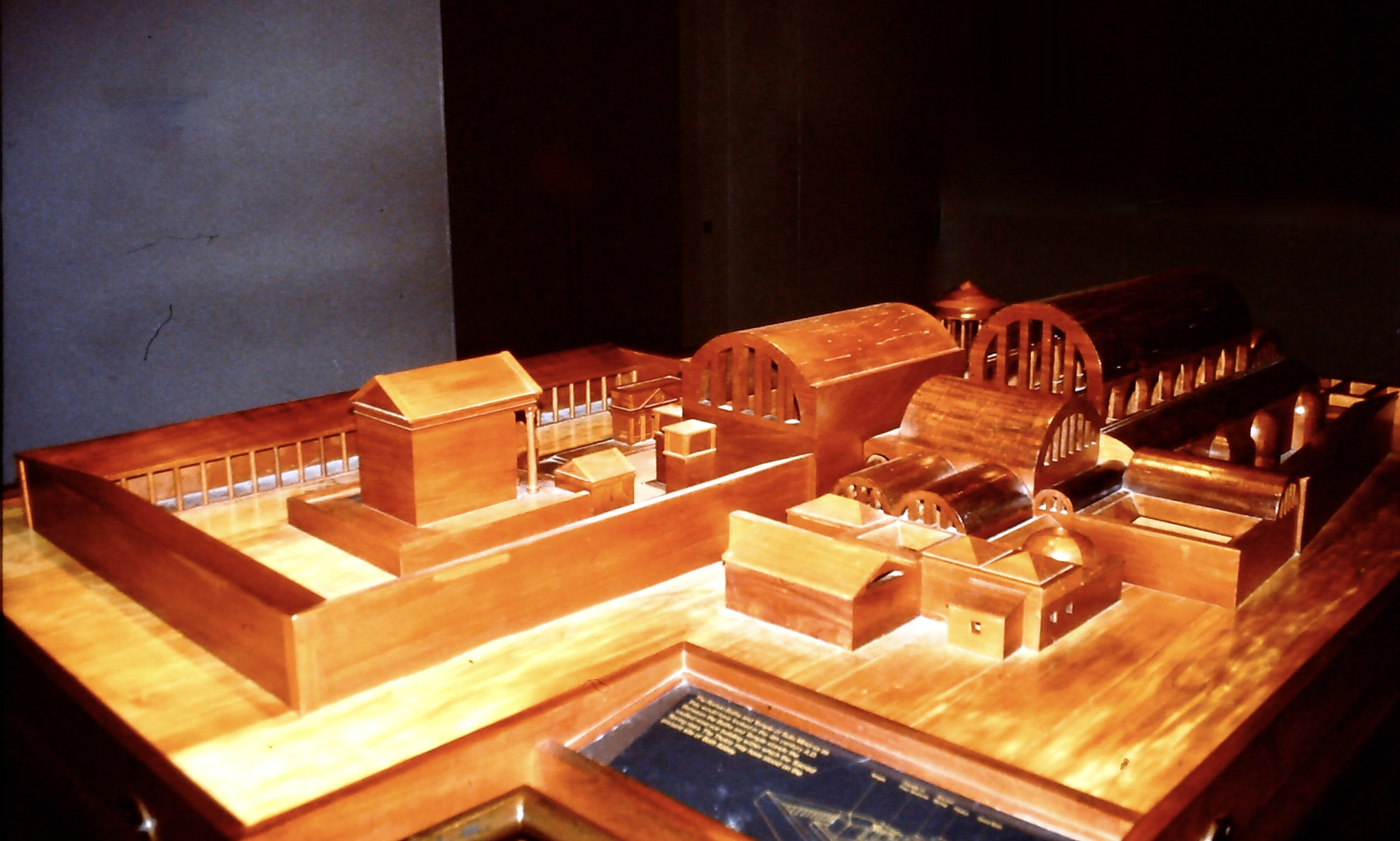
Maquette overdekt badcomplex te Bath. Uitvoering in hout.

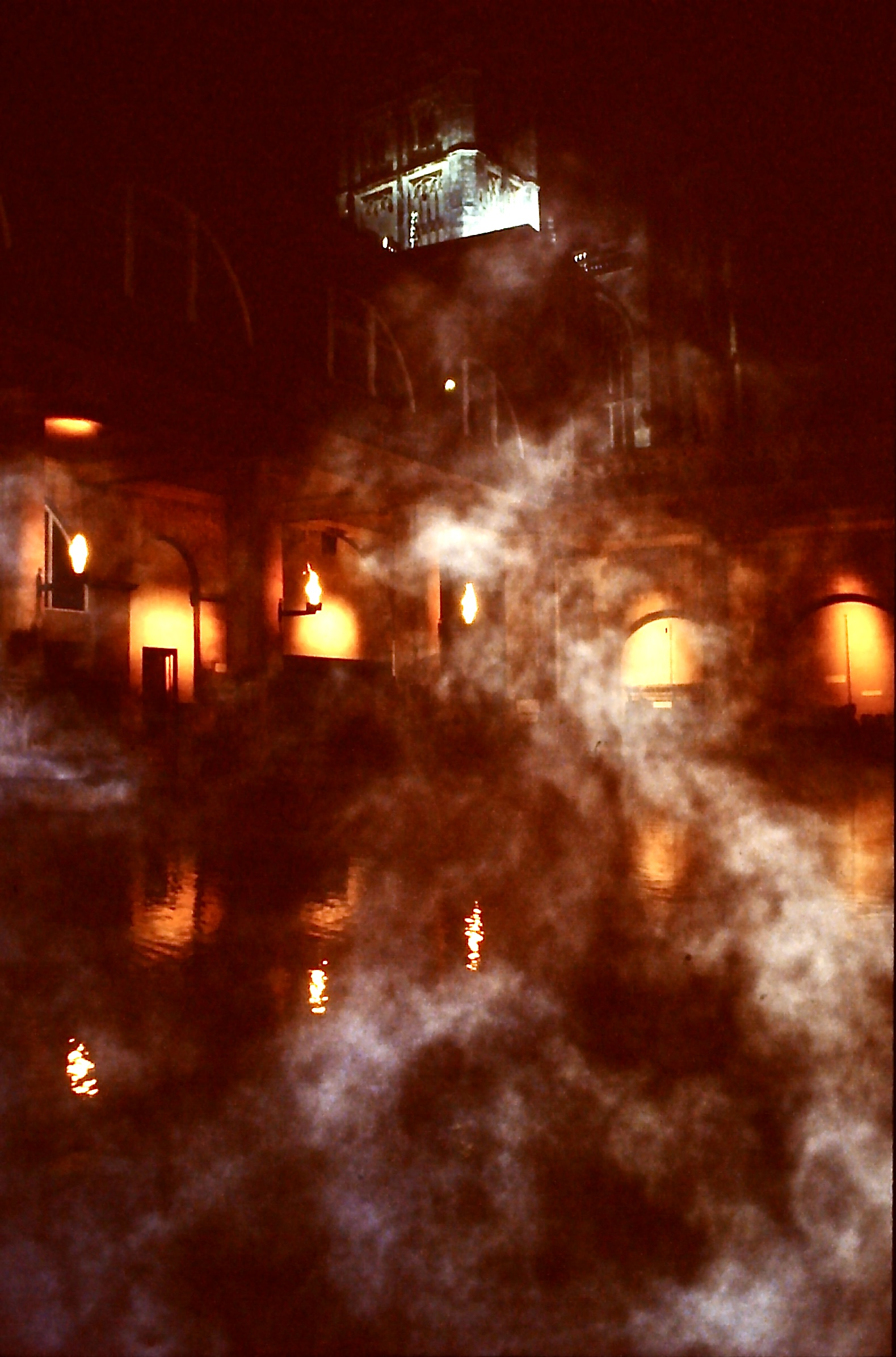
Fakkels ontstoken in het grote orakelbad te Bath

De stad werd in de 1e eeuw gesticht door de Romeinen rond de thermen. De Romeinen bouwden een stenen reservoir rond de Heilige Bron om de baden van warm water te voorzien. Oorspronkelijk lag het reservoir in de openlucht, maar later werd het ingesloten in een groot gebouw en overkapt. Hierdoor zijn de tempel en de thermen deels bewaard gebleven. De tempel werd gewijd aan Sulis Minerva. "Minerva is de beschermgodin... in haar tempel zullen de eeuwige vlammen nooit wit worden tot as...". (Solinus 3e eeuw na Christus). Ter herinnering hieraan worden tijdens hoogtijdagen 's avonds op de wanden van het grote 'orakelbad' fakkels aangestoken. In de oostelijke muur was een overloop gebouwd, waardoor het overtollige water via de afvoer naar de rivier de Avon kon weglopen. Het water stroomt er nu nog steeds doorheen.
In de middeleeuwen werd Bath een belangrijk centrum voor de productie van wol. Ook de religieuze invloed van de stad groeide tussen 1091 en 1206. Er werd een kathedraal gebouwd, die echter in 1495 verwoest werd.
In de 18e eeuw werd Bath een moderne badplaats, goed bezocht door het rijkere deel van de bevolking. Hieraan is de naam van Beau Nash, de dandy, verbonden. In deze periode onderging de stad ingrijpende veranderingen op het gebied van de architectuur. Nog altijd is de neoclassicistische bouwstijl sterk aanwezig in het stadsbeeld.
Op 25-27 april 1942 werd Bath zwaar gebombardeerd door de Luftwaffe, die in de zgn. Baedeker blitz wraak nam op het bombardement van Lübeck door de RAF. De inwoners dachten eerst dat de bommenwerpers op weg waren naar Bristol en namen geen maatregelen. Daardoor vielen er 417 doden. Het kostte de stad twintig jaar om de schade te herstellen.

## Werelderfgoed
Sinds 1987 staat Bath op de Werelderfgoedlijst. In 2009 werd er rekening mee gehouden dat de erfgoedstatus zou worden ingetrokken vanwege een woningbouwproject van meer dan 2000 woningen. De commissie besloot na een bezoek om de status te handhaven.

## Cultuur en onderwijs
Bath heeft twee universiteiten, de in 1966 als zodanig gestichte University of Bath, en de later uit een andere instelling van hoger onderwijs ontstane Bath Spa University. Van 30 maart tot 4 april 1992 vond in Bath de 'Eerste Internationale Conferentie over Romeinse Baden' plaats, met de titel 'Roman Baths and Bathing'. De enige Nederlandse deelnemer was de Nederlandse architect Latief Perotti. Hij ontwierp en bouwde in het Museumpark Archeon in Alphen aan den Rijn een replica van een Romeins Badhuis op ware grootte, in samenwerking met de Archeoloog drs. Hugo Helmers,

## Sport
Sinds 1982 wordt jaarlijks de halve marathon van Bath gehouden, een hardloopwedstrijd over een afstand van 21,1 km.
De stad heeft een beroemde rugbyclub.

## Trivia
- De stad geeft zijn naam aan het bisdom (Bath and Wells). De kathedraal van het bisdom ligt echter niet in Bath, maar in Wells.

## Stedenbanden
- Frankrijk - Aix-en-Provence
- Nederland - Alkmaar
- Verenigde Staten - Bath (Berkeley Springs)
- Duitsland - Braunschweig
- Hongarije - Kaposvár

## Bekende inwoners van Bath

### Geboren
- Adelard van Bath (ca. 1080 - ca. 1152), geleerde
- Aylmer Bourke Lambert (1761-1842), botanicus
- William Edward Parry (1790-1855), marineofficier en ontdekkingsreiziger
- Rolinda Sharples (1793-1838), kunstschilder
- Arnold Ridley (1896-1984), toneelschrijver en acteur
- Nora Swinburne (1902-2000), actrice
- Barbara Leigh-Hunt (1935-2024), actrice
- Jonathan Lynn (1943), film- en televisieregisseur en scenarist
- Mike Gregory (1956-2022), darter
- Curt Smith (1961), zanger (Tears for Fears)
- Indira Varma (1973), actrice
- Claire Coombs (1974), Prinses van België
- Jason Gardener (1975), atleet
- Russell Howard (1980), comedian
- Scott Sinclair (1989), voetballer
- Ashley Barnes (1989), voetballer
- Tyrone Mings (1993), voetballer
- Matt Macey (1994), voetballer
- Jake Sinclair (1994), voetballer
- Siobhan-Marie O'Connor (1995), zwemster
- Jamie Chadwick (1998), autocoureur
- Pinkpantheress (2001) zangeres

### Overleden
- James Hamilton, (1703-1743), 5e hertog van Hamilton en 2e hertog van Brandon
- Eddie Cochran (1938-1960), zanger en gitarist
- Alex Moulton (1920-2012), ingenieur en uitvinder
- Acker Bilk (1929-2014), jazzklarinettist

## Galerij

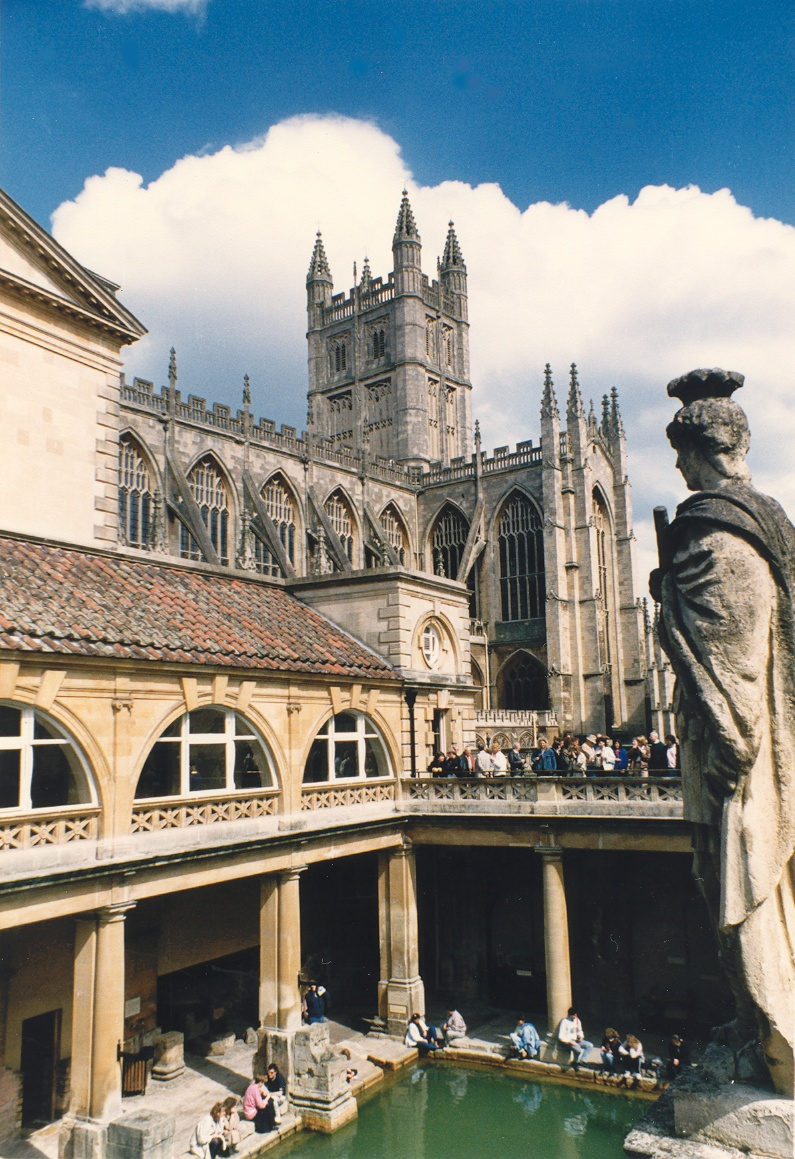
Gereconstrueerde thermen in Bath
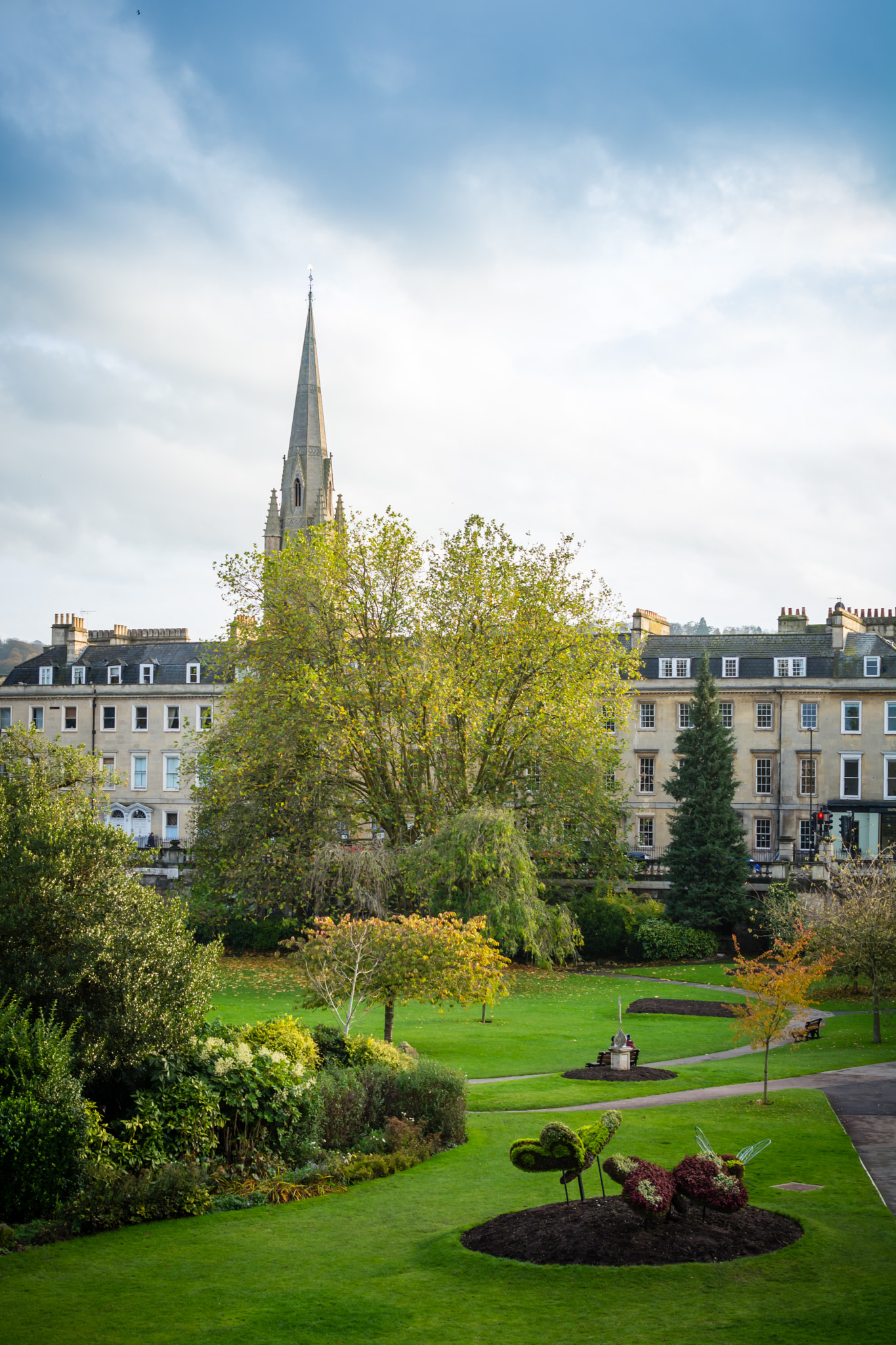
Bath Gardens
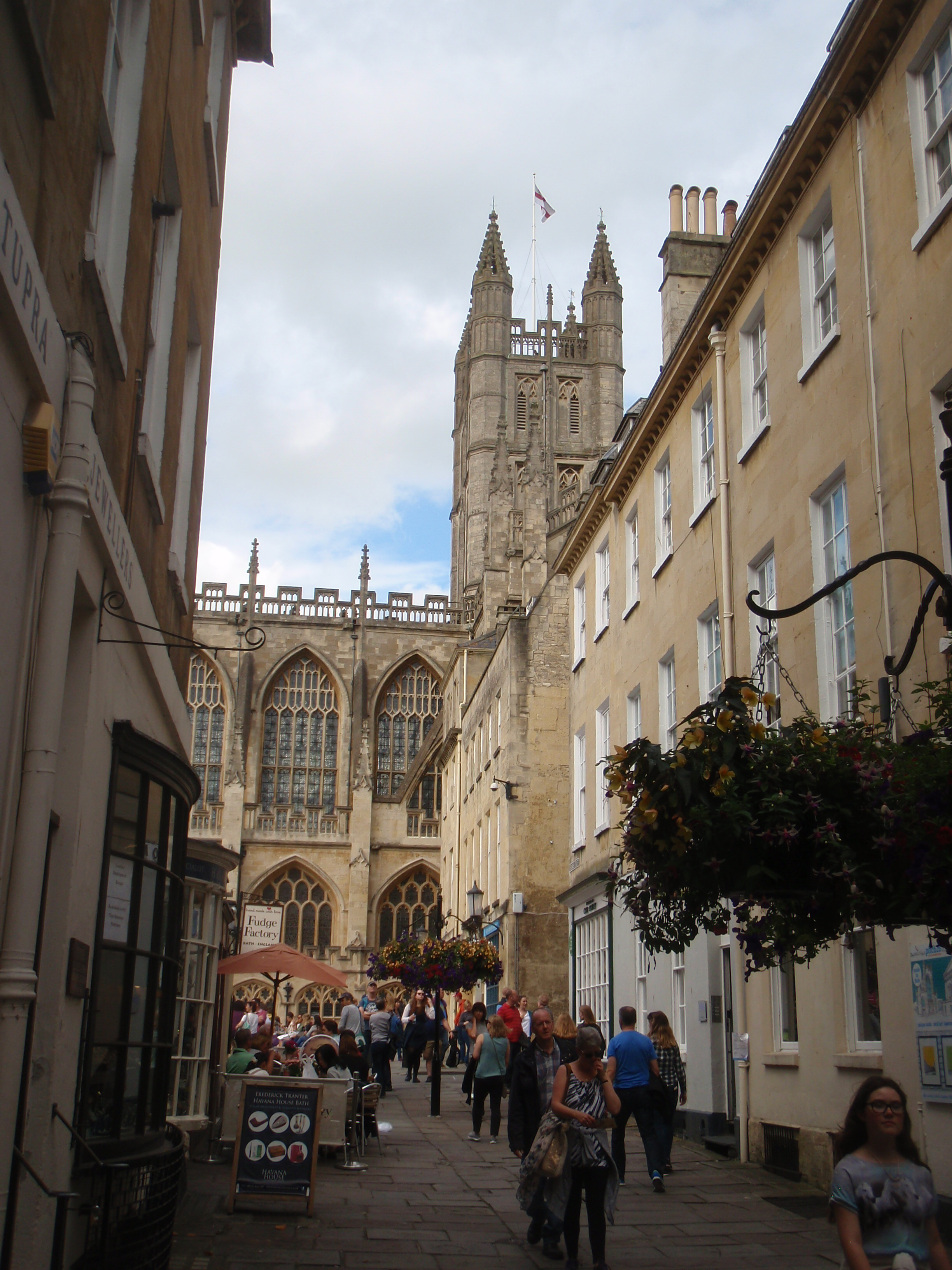
Church street, bij Bath Abbey
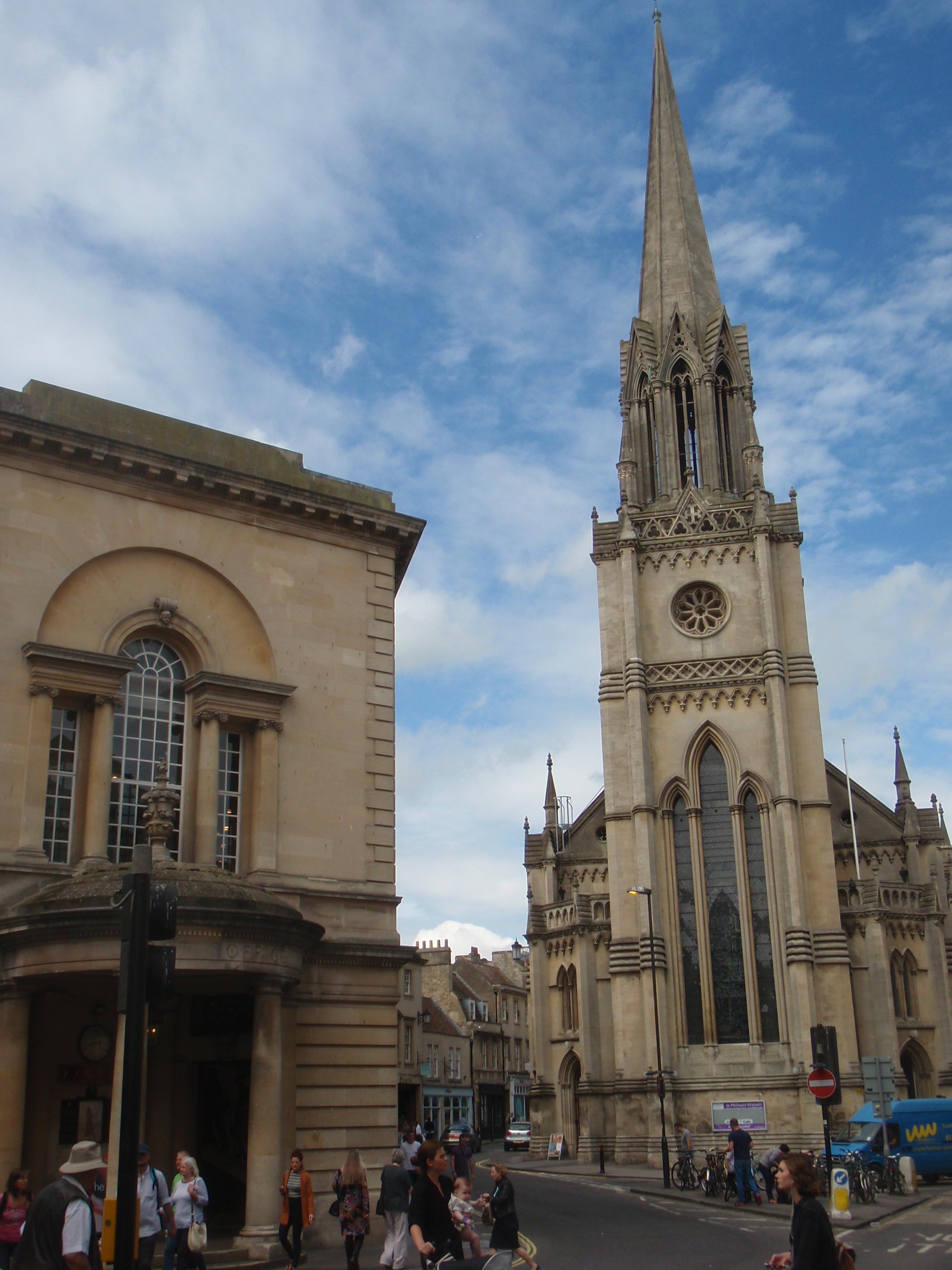
Northgate street, St. Michael Church en Post Office

## Externe links

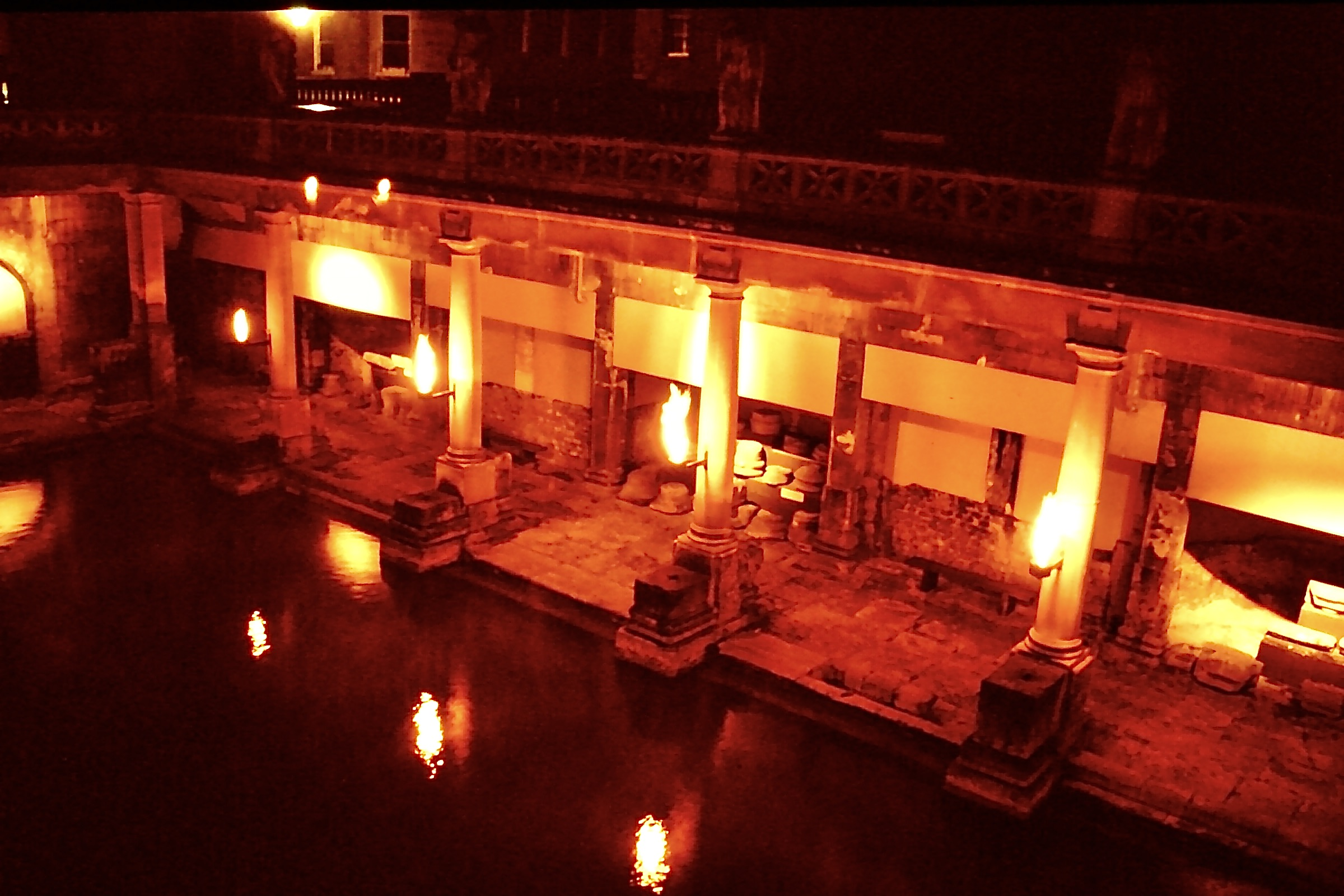
Bij avond worden fakkels ontstoken in het grote orakelbad ter ere van Sulis Minerva